# Vena landskommun
Vena landskommun var en tidigare kommun i Kalmar län.

## Administrativ historik
Den 1 januari 1863 började kommunalförordningarna gälla och då inrättades cirka 2 500 kommuner (städer, köpingar och landskommuner), tillsammans täckande hela landets yta. I Vena socken (då stavat (Hvena) i Sevede härad i Småland inrättades då denna kommun.
Den 1 januari 1927, enligt beslut den 26 mars 1926, bröts Hultsfreds stationssamhälle med 2 506 invånare och omfattande en areal av 2,33 km², varav allt land, ut ur Vena landskommun för att bilda Hultsfreds köping.
Den 1 januari 1947, enligt beslut den 22 mars 1946, överfördes från Vena landskommun till Hultsfreds köping vissa områden med 263 invånare och omfattande en areal av 17,00 km², varav 16,60 km² land.
Kommunreformen 1952 påverkade inte Vena landskommun.
Den 1 januari 1958 överfördes från Vena till Hultsfreds köping och Hultsfreds församling ett område av sjön Hulingen med en areal av 0,97 km² vatten. Dessutom överfördes till Lönneberga landskommun och Lönneberga församling ett obebott område omfattande en areal av 0,24 km², varav 0,21 km² land, samt ett obebott område omfattande en areal av 0,01 km², varav allt land, till Målilla landskommun och Målilla med Gårdveda församling. Till Vena landskommun och Vena församling överfördes från Målilla landskommun och Målilla med Gårdveda församling ett obebott område omfattande en areal av 0,02 km², varav allt land.
Återförening mellan Vena landskommun och Hultsfreds köping skedde i samband med nästa indelningsreform i och med att Vena den 1 januari 1971 gick upp i Hultsfreds kommun.
Kommunkoden 1952-1970 var 0815.

### Kyrklig tillhörighet
I kyrkligt hänseende tillhörde landskommunen Vena församling.

## Geografi
Vena landskommun omfattade den 1 januari 1952 en areal av 242,29 km², varav 226,00 km² land.

### Tätorter i kommunen 1960
| Tätort            | Folkmängd |
| ----------------- | --------- |
| Vena              | 431       |
| Hultsfred, del av | 47        |

Tätortsgraden i kommunen var den 1 november 1960 22,6 procent.

## Politik

### Mandatfördelning i valen 1938-1966
| 7 | 10 | 8 |

| 25 |

| 6 | 12 |  | 6 |

| 25 |

| 6 | 13 | 6 |

| 23 |

| 6 | 12 |  | 6 |

| 23 |

| 6 | 11 |  | 7 |

| 21 | 4 |

| 6 | 12 |  | 6 |

| 21 | 4 |

| 7 | 12 |  | 5 |

| 22 |

| 6 | 13 |  | 5 |

| 21 | 4 |